# Pediolophodon
Il pediolofodonte (gen. Pediolophodon) è un mammifero proboscidato estinto, appartenente agli anancidi. Visse nel Miocene superiore (circa 10 milioni di anni fa) e i suoi resti fossili sono stati ritrovati in Nordamerica.

## Descrizione
Grande poco meno di un elefante indiano, questo animale era molto simile ad alcuni generi di proboscidati del Vecchio Mondo quali Tetralophodon, con il quale è stato a lungo confuso. Come quest'ultimo, Pediolophodon possedeva quattro zanne sporgenti in avanti, due dalla mascella e due dalla mandibola. Al contrario di Tetralophodon, i denti di Pediolophodon non possedevano tutti le caratteristiche quattro creste (lofi) che danno il nome al genere eurasiatico: in particolare, sia i primi molari che i quarti premolari decidui ne erano sprovvisti. Le specie appartenenti a Pediolophodon, inoltre, erano caratterizzate dai terzi molari decisamente allungati e doppiamente trilobati sui due lofi anteriori, mentre i secondi molari erano dotati delle classiche quattro creste.

## Classificazione
Il genere Pediolophodon venne istituito nel 2007 da Lambert, grazie a uno studio compiuto su vari resti di proboscidati americani precedentemente attribuiti al genere Tetralophodon e alla scoperta di nuovi resti fossili ritrovati nella Kepler Quarry in Nebraska. Oltre alla specie Pediolophodon fricki, descritta nel 2007, a questo genere è stata attribuita anche P. campester, precedentemente descritta da Edward Drinker Cope come Tetralophodon campester. Attualmente, Pediolophodon e Tetralophodon sono considerati membri degli Anancidae, un gruppo di proboscidati piuttosto derivati, un tempo classificati tra i gonfoteriidi.
L'esistenza di Pediolophodon suggerisce che durante l'inizio del Miocene superiore lo stock di "gonfoteriidi" americani si stava evolvendo parallelamente ai "gonfoteriidi" del Vecchio Mondo come Tetralophodon e Anancus.